# Григорян, Анатолий Яковлевич
Анато́лий Я́ковлевич Григоря́н (4 июня 1941, Ленинакан — 17 марта 2017, Ереван) — советский и армянский художник, Народный художник Республики Армения (2013), Заслуженный художник Армянской ССР (1983).

## Биография
В 1961 г. окончил Ереванское художественное училище им. Ф. Терлемезяна, в 1967 г — факультет живописи Ереванского художественно-театрального института.
В 1967—1976 гг. работал художником-постановщиком на студии Армянского телевидения.
С 1970 г. — член Союза художников СССР, в 1977—1987 гг. — секретарь правления Союза художников Армении, в 1978—1987 гг. — член правления Союза художников СССР.
С 1965 г. его картины экспонировались в России, Болгарии, Венгрии, Польше, Чехословакии, Австрии, Индии, США, Финляндии, Франции, ФРГ и других странах.
Произведения А. Я. Григоряна хранятся в Государственной Третьяковской галерее, в Государственной картинной галерее Армении, Музее современного искусства Еревана, в Кироваканской картинной галерее, в фондах Министерства культуры, Союза художников России и Армении, в частных коллекциях.

### Художник кино
1975 — Снова пришло лето (короткометражный).